# 卡拉瓦赫拉尼山
16°37′28″S 68°49′41″W / 16.62444°S 68.82806°W
卡拉瓦赫拉尼山（Qala Waxrani），是玻利維亞的山峰，位於該國西部拉巴斯省的因加維省，屬於安第斯山脈中奇利亞-基姆薩查塔山脈的一部分，海拔高度4,316米。